# Oxalis kuhlmannii
Oxalis kuhlmannii é uma espécie de planta do gênero Oxalis e da família Oxalidaceae. 

## Taxonomia
A espécie foi descrita em 1994 por Alicia Lourteig. 
São conhecidas as seguintes subspécies de Oxalis kuhlmannii Lourteig:  
- Oxalis kuhlmannii Lourteig var. kuhlmannii
- Oxalis kuhlmannii Lourteig var. adpressipila

## Forma de vida
É uma espécie terrícola e herbácea. 

## Descrição
| Raiz               | Raiz                               |
| ------------------ | ---------------------------------- |
| tipo               | fibrosa                            |
| Caule              |                                    |
| tipo               | haste                              |
| Folha              |                                    |
| disposição         | espiralada/agrupada                |
| folíolo            | persistente                        |
| estípula           | ausente                            |
| ápice              | inteiro arredondado/inteiro obtuso |
| pecíolo            | piloso                             |
| raque foliar       | ausente                            |
| superfície adaxial | glabra                             |
| superfície abaxial | pilosa                             |
| folíolo mediano    | circular/suborbicular              |
| Inflorescência     |                                    |
| tipo               | dicásio                            |
| pedúnculo          | piloso                             |
| Flor               |                                    |
| pedicelo           | piloso                             |
| sépala             | pilosa                             |
| calosidade         | ausente                            |
| corola             | branca                             |
| estigma            | sub capitado                       |
| óvulo              | 1                                  |
| Fruto              |                                    |
| lóculo             | glabro                             |

## Conservação
A espécie faz parte da Lista Vermelha das espécies ameaçadas do estado do Espírito Santo, no sudeste do Brasil. A lista foi publicada em 13 de junho de 2005 por intermédio do decreto estadual nº 1.499-R. 

## Distribuição
A espécie é encontrada nos estados brasileiros de Bahia, Espírito Santo e Minas Gerais. 
A espécie é encontrada no domínio fitogeográfico de Mata Atlântica, em regiões com vegetação de Floresta Estacional Perenifólia e floresta ombrófila pluvial.